# ヴォークレイン式複式蒸気機関

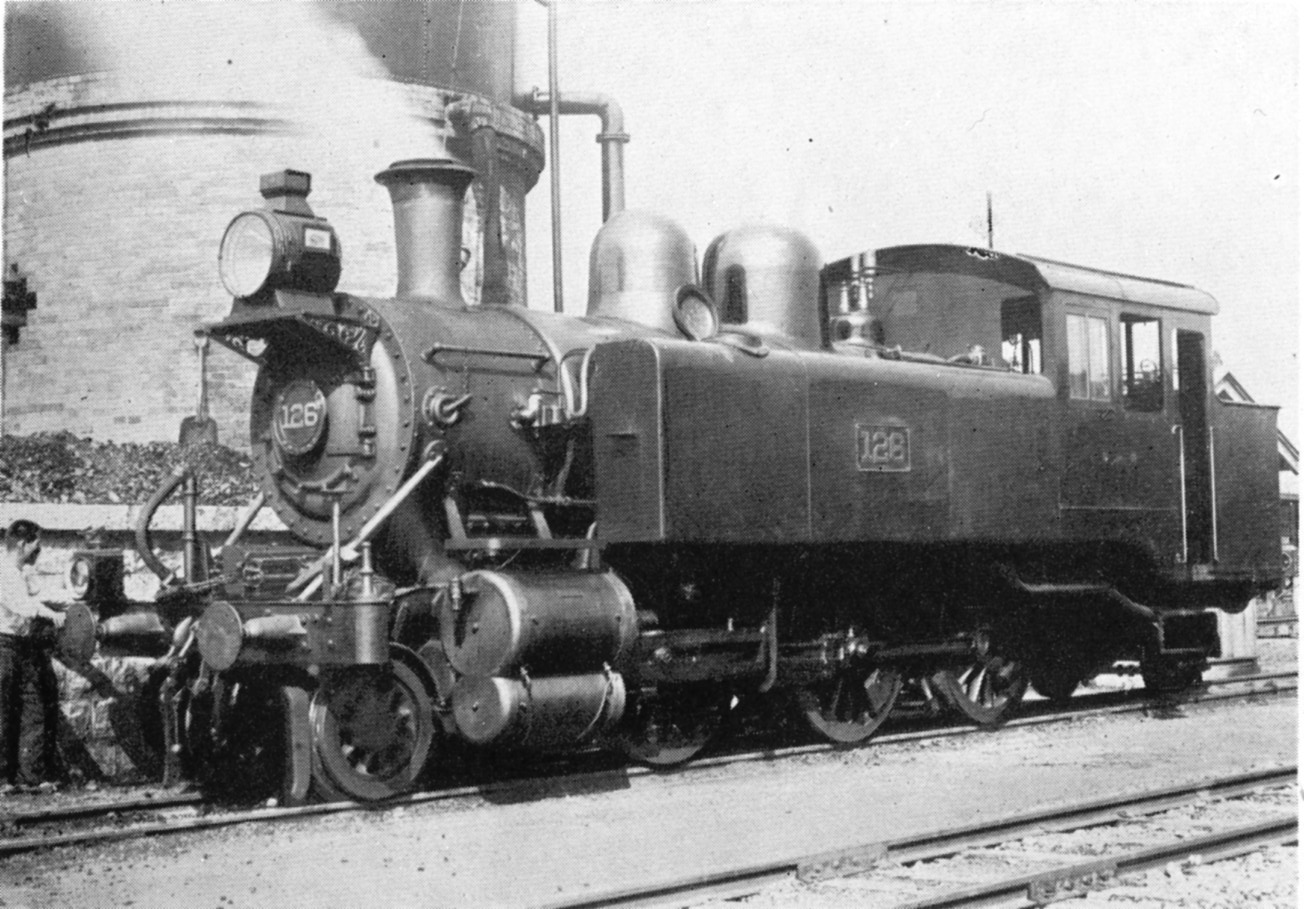
山陽鉄道 126（後の鉄道院 3381）

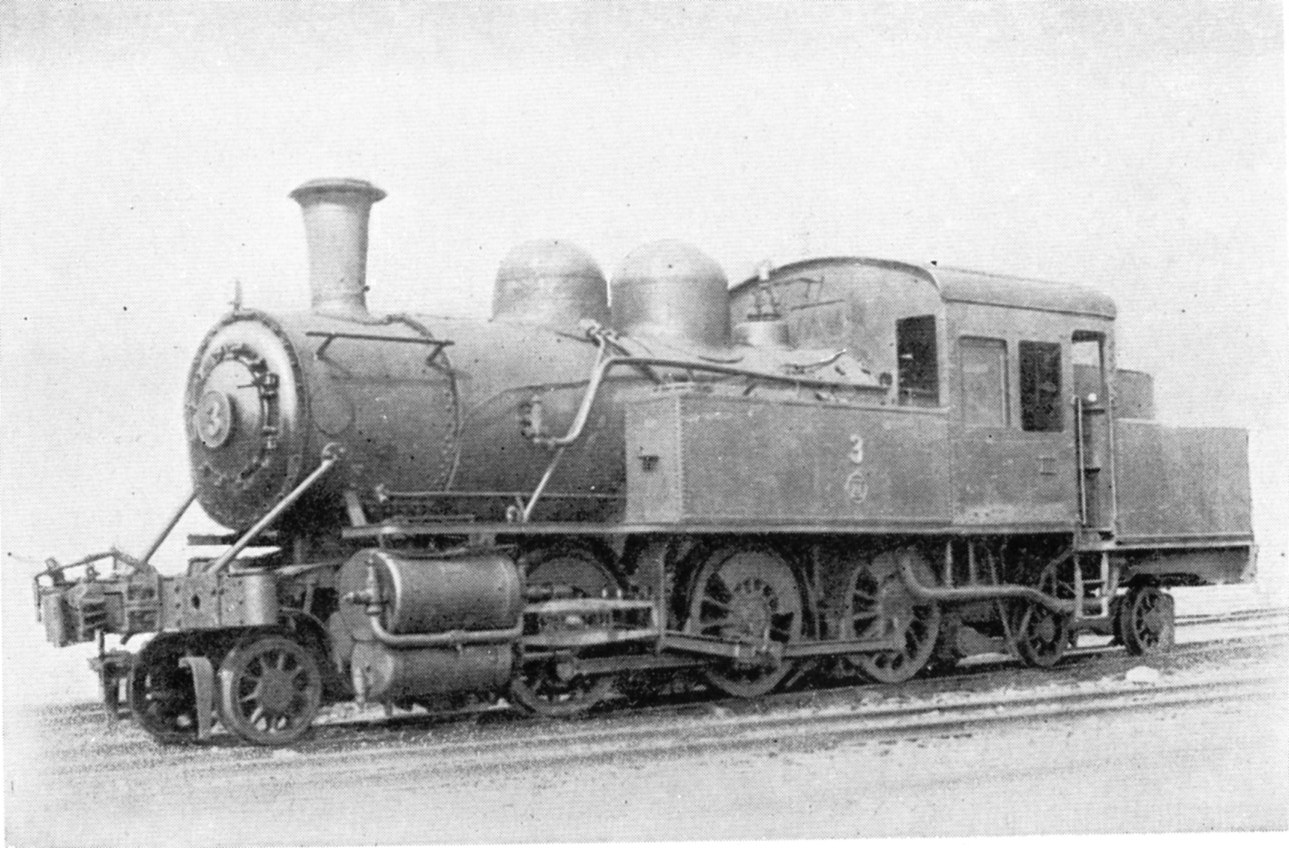
五日市鉄道 3（旧鉄道院 3705）

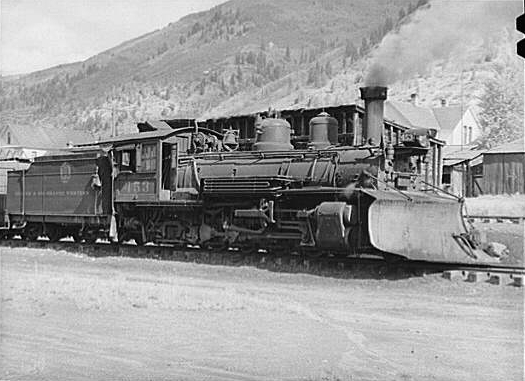
D&RGW 453

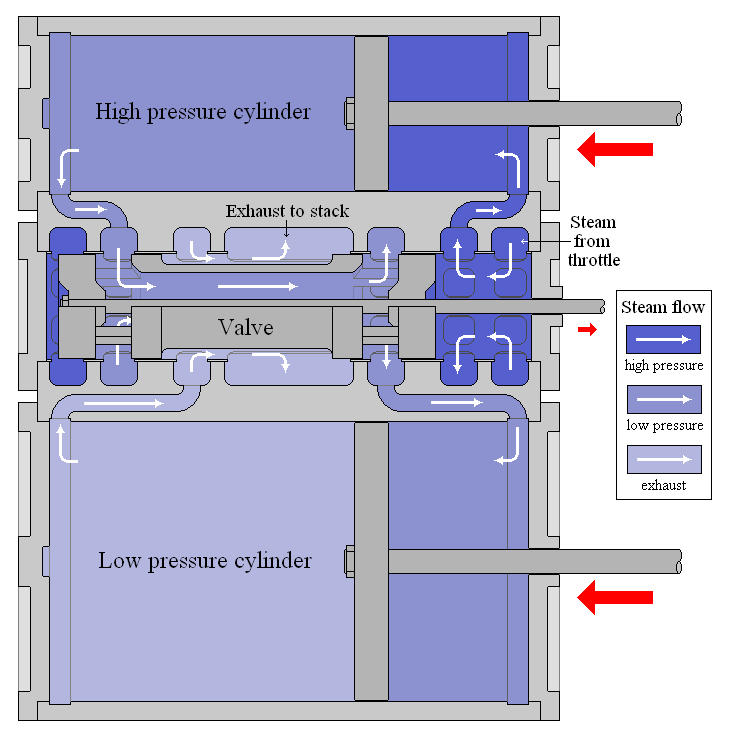
ヴォークレイン式複式蒸気機関の構造

ヴォークレイン式複式蒸気機関（ヴォークレインしきふくしきじょうききかん）とは、蒸気機関車に搭載された複式機関である。

## 概要
1889年にボールドウィン・ロコモティブ・ワークスのサミュエル・ヴォークレイン（Samuel M. Vauclain） はヴォークレイン式機関車を考案した。この設計では在来の単式膨張機関と同じスペースに収められる複式膨張機関を用い、在来型の弁装置により高圧・低圧両方のシリンダーを単一のピストンバルブで駆動できた。
この方法で燃費効率は改善したが、同時にレシプロマスの増大が起きたことで振動が激しくなるという副作用があり、メリットの燃費も過熱器が使われるようになると単式との差が小さくなったことで生産されなくなった。
なお、燃費効率以外ではトルク変動が2気筒単式より小さくなった（空転しにくくなった）が、これは複式でカットオフの長いことが要因である。
デンバー・アンド・リオグランデ・ウェスタン鉄道のK-27や国鉄8000形蒸気機関車、国鉄8450形蒸気機関車で採用された。

## 代表的なヴォークレイン複式機関車の形式
- デンバー・アンド・リオグランデ・ウェスタン鉄道 K-27型蒸気機関車
- 国鉄3380形蒸気機関車
- 国鉄3500形蒸気機関車
- 国鉄3700形蒸気機関車
- 国鉄5060形蒸気機関車
- 国鉄8000形蒸気機関車9号機 - 1892年に輸入された日本初の複式機関車
- 国鉄8250形蒸気機関車
- 国鉄8450形蒸気機関車
- 国鉄8500形蒸気機関車